# Osjeti
Osjeti označavaju fiziološku percepciju okoliša osjetilnim organima.

## Što su osjeti?
Podatke o važnim svojstvima iz okoline čovjek prima pomoću svojih osjetila: vida, sluha, dodira, okusa, njuha, hladnoće i topline, bola te kinestetičkih osjetila. Svako je osjetilo specijalizirano za neko određeno svojstvo okoline koje na osjetilo djeluje svojom energijom. To svojstvo ili energija koju registrira naziva se podražaj.
Podražaja ima više vrsta: mehanički, svjetlosni (EM valovi), termički (toplinski) i kemijski.
Procesom detektiranja i kodiranja energije podražaja u osjetnom sustavu nastaje osjet. Osjet je proces detektiranja i kodiranja energije podražaja u osjetnom sustavu. 
Osjetila ili osjetni sustavi znatno se međusobno razlikuju. Međutim, osnovna struktura i proces djelovanja osjetnih sustava, odnosno proces nastajanja osjeta, ima zajedničke značajke.
Svaki se osjetni sustav sastoji od receptornog dijela koji je na tijelu smješten tako da do njega lako dopire podražaj. Kod vida to je oko, kod sluha uho, kod okusa jezik, kod njuha nos, a kod dodira, topline i hladnoće to je koža… Najvažniji dio receptornoga dijela osjetnog organa jesu receptorne stanice. One su osjetljive na određenu vrstu podražaja: receptorne stanice u oku reagiraju samo na EM valove određene duljine; receptorne stanice u uhu reagiraju samo na titraje zraka; receptorne stanice u jeziku reagiraju samo na određena kemijska svojstva tvari itd. 
Na drugu vrstu podražaja, osim one za koju su se specijalizirale tijekom evolutivnog razvoja, receptorne stanice ne reagiraju. Promjene u receptornim stanicama izazvane djelovanjem podražaja dalje izazivaju promjene u živčanim vlaknima koja povezuju receptorni (periferni) dio osjetnog organa sa središnjim dijelom koji se nalazi u mozgu. Kad živčano uzbuđenje, začeto u receptornim stanicama i preneseno senzoričkim živčanim putovima, dosegne specijalizirani dio mozga, tek tada nastaje osjet.

## Razvoj osjeta
Vrijeme latencije: Od trenutka kad je podražaj svojom energijom uzbudio receptorne stanice, treba proći neko vrijeme da intenzitet osjeta dosegne svoju punu razinu. To vrijeme zove se vrijeme latencije osjeta.
Osjetna adaptacija: Ako podražaj konstantnog intenziteta i dalje djeluje na receptorne stanice, intenzitet osjeta zadržat će se također neko vrijeme na konstantnoj razini. Ali ako se djelovanje tog podražaja nastavi, intenzitet osjeta počet će slabiti. Ta se pojava zove osjetna adaptacija. U različitim osjetnim područjima izrazitost adaptacije je različita, a najuočljivija je u području dodira, vida i njuha. Npr. odjeću, sat na ruci, kapu na glavi osjećamo samo vrlo kratko vrijeme kad smo ih stavili na sebe. Kasnije ih gotovo uopće više ne osjećamo ili tek pri njihovu pomicanju na koži. No vjerojatno najviše opažamo pojave osjetne adaptacije u području njuha: ulazak u neprovjetrenu prostoriju izazvat će vrlo intenzivne njušne osjete koji će se nakon kratkog vremena gotovo sasvim izgubiti. 
U primjerima koje smo naveli vidi se da je adaptacija pojava koja se očituje u smanjenju osjetljivosti osjetnog sustava za istovrsni podražaj. Ta pojava pokazuje da su osjetni sustavi „namijenjeni“ ponajprije za registriranje promjena u okolini, a ne za registriranje konstantnoga, jednoličnoga podražavanja.
Rekuperacija: Postoji i obrnut proces od adaptacije. Kad iz dobro osvijetljenog prostora uđemo u slabo ili vrlo slabo osvijetljenu prostoriju, u prvi čas, također, gotovo ništa ne vidimo. Nakon nekog vremena vidjet ćemo obrise predmeta i ljudi koji se nalaze u prostoriji, a postupno ćemo moći sasvim dobro vidjeti sve što se u prostoriji nalazi (dakako, ako osvjetljenje nije suviše slabo). U ovom slučaju radi se o povećavanju osjetljivosti osjetnog organa, jer može detektirati sve slabije i slabije intenzitete podražaja. Taj proces zove se osjetna rekuperacija.
Perzistencija: u času kad prestane djelovanje podražaja na osjetni organ, osjet ne nestane istodobno, nego traje još neko vrijeme i manje-više postupno se gubi. Ta se pojava naziva perzistencijom osjeta, a osjeti koji perzistiraju pošto je uklonjen podražaj zovu se paosjeti. Paosjeti su dobro poznati u području vida.